# Arrependimento posterior
No Brasil, arrependimento posterior é causa de diminuição de pena prevista no direito penal brasileiro, no art. 16 do Código Penal brasileiro: Nos crimes cometidos sem violência ou grave ameaça à pessoa, reparado o dano ou restituída a coisa, até o recebimento da denúncia ou da queixa, por ato voluntário do agente, a pena será reduzida de um a dois terços.
Para que ocorra a diminuição da pena, que pode variar de um a dois terços, o crime não pode ter sido cometido com violência ou grave ameaça à pessoa, o agente deve reparar o dano suportado pela vítima ou restituir a coisa por ato voluntário, antes do recebimento da denúncia ou da queixa.
Quando a reparação do dano ou restituição do bem à vítima ocorrer após recebida a denúncia ou queixa, não se aplica esta causa de diminuição de pena, incidindo a atenuante do art. 65, inc. III, letra "b", do Código Penal.